# North Shore City
North Shore City war bis zum 30. Oktober 2010 eine eigenständige Territorial Authority (Gebietskörperschaft) in der Region Auckland auf der Nordinsel von Neuseeland. Im Jahr 2006 galt North Shore City mit 205.605 Einwohnern als die viertgrößte Stadt des Landes.

## Zusammenlegung zum Auckland Council
North Shore City wurde am 1. November 2010 zusammen mit den Städten Auckland City, Manukau City und Waitakere City, den Distrikten Papakura District, Rodney District und einem Teil des Franklin Districts und der Verwaltungseinheit Auckland Region zum Auckland Council zusammengefasst. Mit Auckland war früher zumeist der Großraum Auckland gemeint, zu dem neben Auckland City noch Manukau City, Waitakere City und North Shore City gehörten, seit 2010 verbindet man mit dem Namen Auckland den Auckland Council.

## Geographie
North Shore City grenzte mit einer Fläche von 130 km² im Norden an den früheren Rodney District und im Osten an den Rangitoto Channel, einer zum Hauraki Gulf gehörenden Wasserstraße. Die gesamte Süd- und Westgrenze bildete der Waitematā Harbour. Über diesen Naturhafen führen zwei Brücken, die Auckland Harbour Bridge, die eine Verbindung zur Innenstadt von der ehemaligen Auckland City herstellt, und die Upper Harbour Bridge, die das frühere North Shore City mit der ehemaligen Waitakere City verbindet.

## Stadtteile
North Shore City, das wegen seiner nördlichen Lage oft als North Auckland bezeichnet wurde, galt als Wohnsitz der oberen Mittelschicht. Vor allem die Umgebung der Strände an der Ostküste war großteils den Villen der Oberschicht vorbehalten.
Die ehemalige North Shore City kann in zentrale und äußere Stadtteile unterschieden werden:
- Zentrum: Milford, Takapuna, Belmont, Devonport, Bayswater, Northcote, Birkenhead, Highbury, Hillcrest, Glenfield, Wairau Valley, Westlake und Forrest Hill.
- Äußere Stadtteile: Birkdale, Beach Haven, North Harbour, Albany, Long Bay, Torbay, Waiake, Browns Bay, Rothesay Bay, Murrays Bay, Mairangi Bay, Campbells Bay und Castor Bay.

## In North Shore City geboren
- Bryony Botha (* 1997), Radsportlerin
- Barbara Edmonds (* 1981), Politikerin
- Sam Jasper (* 1986), Fußballspieler
- Mark Mitchell (* 1968), Politiker der New Zealand National Party
- Louise Upston (* 1971), Politikerin der New Zealand National Party